# Parti social-fédéraliste géorgien
Le Parti social-fédéraliste géorgien (en géorgien : საქართველოს სოციალისტ-ფედერალისტთა პარტია)  est un parti politique qui a été fondé clandestinement en 1904 : il s'inspire à la fois des mouvements sociaux-révolutionnaires russes et du réveil des nationalités touchant l'Empire russe.

## Histoire

### Naissance dans l'Empire russe
Les premières réunions du mouvement social-fédéraliste se tiennent fin du XIXe siècle et début du XXe siècle à l'étranger, par exemple en 1895 pour les Akhalgazda Iverielebi (Jeunes Ivériens) qui publie Sakartvelo (Géorgie) à Paris. Le parti est cofondé officiellement à Genève en 1904 par notamment Ivané Abachidzé, Chalva Alexis-Meskhichvili, Ioseb Baratachvili, Andria Dékanozichvili, Guiorgui Dékanozichvili, Artchil Djordjadzé, Guiorgui Laskhichvili, Tedo Sokhia et Varlam Tcherkézichvili,.  
- Ioseb Baratachvili
(1874-1937)
- Artchil Djordjadzé
(1872-1913)
- Guiorgui Laskhichvili
(1866-1931)
- Varlam Tcherkézichvili
(1846-1925)

Il se réclame du socialisme — à ce titre participe à la 2e Internationale où il est représenté par Guiorgui Dekanozichvili —, mais n’adhère pas au marxisme : il défend la propriété privée, l’attribution des terres aux paysans qui les cultivent, l’autonomie de la Géorgie au sein de l’Empire russe et l’utilisation de la langue géorgienne dans la société.
Il joue un rôle en 1905 lors de la révolution en obtenant des armes des services secrets de l’empire du Japon et ensuite en se finançant par des attaques des trésoreries russes.

### Parlementarisme dans l’Empire russe
Lors des élections de la 1re Douma, il compte un élu à Tiflis, Ioseb Baratachvili et s’allie au Parti social-démocrate dans l’opposition. 

### Parlementarisme en Transcaucasie
Lors des élections constituantes de l’ex-Empire russe du 25 novembre 1917, il compte quatre élus sur le territoire géorgien qui ne siègent pas, Lénine ayant dissous l’assemblée le 18 janvier 1918 : ils sont cooptés le 10 février 1918 à l’ assemblée parlementaire provisoire de Transcaucasie couvrant les territoires arménien, azerbaïdjanais et géorgien. Ils soutiennent les gouvernements transcaucasiens successifs d’Evguéni Guéguétchkori et d’Akaki Tchenkéli. 

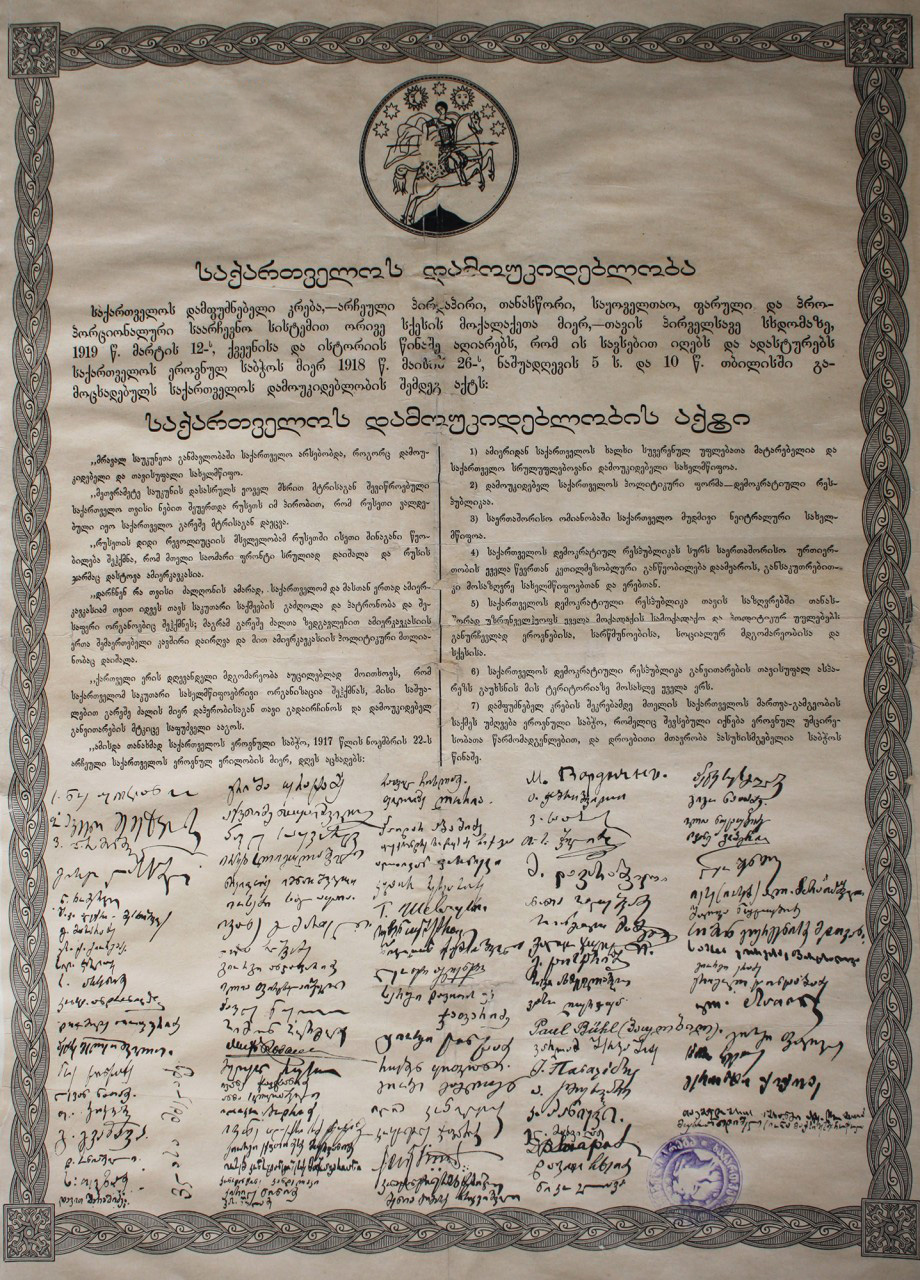
Acte de retour à l'indépendance, signé le 26 mai 1918 par des membres du Parti social-fédéraliste

### Parlementarisme et participation au pouvoir exécutif en Géorgie
Les sociaux-fédéralistes participent au Conseil national géorgien qui déclare l’indépendance du pays le 26 mai 1918 et proclame la République démocratique de Géorgie: ils sont représentés à l’assemblée parlementaire géorgienne provisoire présidée par Nicolas Tchéidzé et entrent au gouvernement de Noé Ramichvili avec deux ministres, Guiorgui Laskhichvili à l’Èducation nationale et Chalva Alexis-Meskhichvili à la Justice : ils sont reconduits  dans le gouvernement de Noé Jordania qui succède au précédent. 
Certains autres membres du parti social-fédéraliste appartiennent à l'encadrement militaire de l'armée nationale géorgienne, comme Ioseb Guédévanichvili tour à tour commandant de garnison en Abkhazie,  à Bortchalo et sur les fronts sud et sud-est.

### Opposition parlementaire en Géorgie
Lors des élections de l’Assemblée constituante de Géorgie du 14 février 1919, 8 députés sociaux-fédéralistes sont élus : le Parti social-fédéraliste se retire du gouvernement et passe dans l’opposition.  Néanmoins, Simon Mdivani et Samson Pirtskhalava sont élus tour à tour vice-président, Ioseb Baratachvili et Guiorgui Laskhichvili sont élus à la Commission constitutionnelle.
- Ioseb Guédévanichvili
(1872-1939)
- Grigol Rtskhiladzé
(1876-1934)

### Résistance interne ou exil
Après l'invasion du territoire géorgien par l'Armée rouge, en février 1921, une partie reste en Géorgie ; certains, comme 
Chalva Noutsoubidzé et Théodoré Glonti, tentent de jouer le multipartisme en défendant leurs positions (autonomie de la Géorgie, langue nationale, partage des terres au profit des paysans, ...)  et finalement dissolvent le parti social-fédéraliste (aile de gauche)  dans le parti communiste géorgien le 7 novembre 1923; d'autres, comme Samson Dadiani ou Artchil Djadjanachvili,  entrent dans une résistance active contre les bolcheviks avant d'être arrêtés et de s'incliner. 
Une dernière partie de ses cadres s'exile comme la plupart des membres de la classe politique géorgienne : leurs chefs de file en France sont Simon Mdivani  et Samson Pirtskhalava. Ce dernier, porteur de parts de la Société civile immobilière du château de Leuville,  retourne en Géorgie en 1948 avec l'espoir de ne pas être inquiété par le pouvoir soviétique : il meurt sur le chemin de la déportation en Asie centrale.

## Héritage
Ayant participé, minoritairement, à l'exercice du pouvoir exécutif du 26 mai 1918 au 14 février 1919, le parti social-fédéraliste géorgien a eu une influence limitée sur la conduite des affaires de la Géorgie. Par contre durant une quarantaine d'années il a été le creuset de deux idées fondamentales, celle du réveil national et celle de la justice sociale ; pris sur sa droite par un parti issu de ses rangs et privilégiant le réveil national, et sur sa gauche par un parti privilégiant la justice sociale, il est demeuré d'abord un parti d'idées et de débats, traversé par de multiples tendances. Après la prise de pouvoir communiste, l'une des tendances a collaboré un temps avec le pouvoir pour disparaître politiquement après le soulèvement national géorgien de 1924 et physiquement lors des purges staliniennes de 1937, l'autre tendance a renoncé à toute ambition politique. Pour les tendances ayant pris le chemin de l'exil, le Mouvement Prométhée destiné à contenir l'URSS — dans lequel Simon Mdivani s'est impliqué — et l'attaque d'Hitler contre Staline — soutenue par certains cadres du parti en exil — ont constitué un temps des espoirs : la chute de la Pologne de Józef Piłsudski et l'issue de la Seconde Guerre mondiale en sonnent la fin. Les nouvelles formations politiques, créées après 1991, n'ont pratiquement pas eu de proximité idéologique avec lui.

## Membres notables du Parti social-fédéraliste géorgien
- Ivané Abachidzé (1896-1937)
- Chalva Alexis-Meskhichvili (1864-1960)
- I. Bakradzé [14]

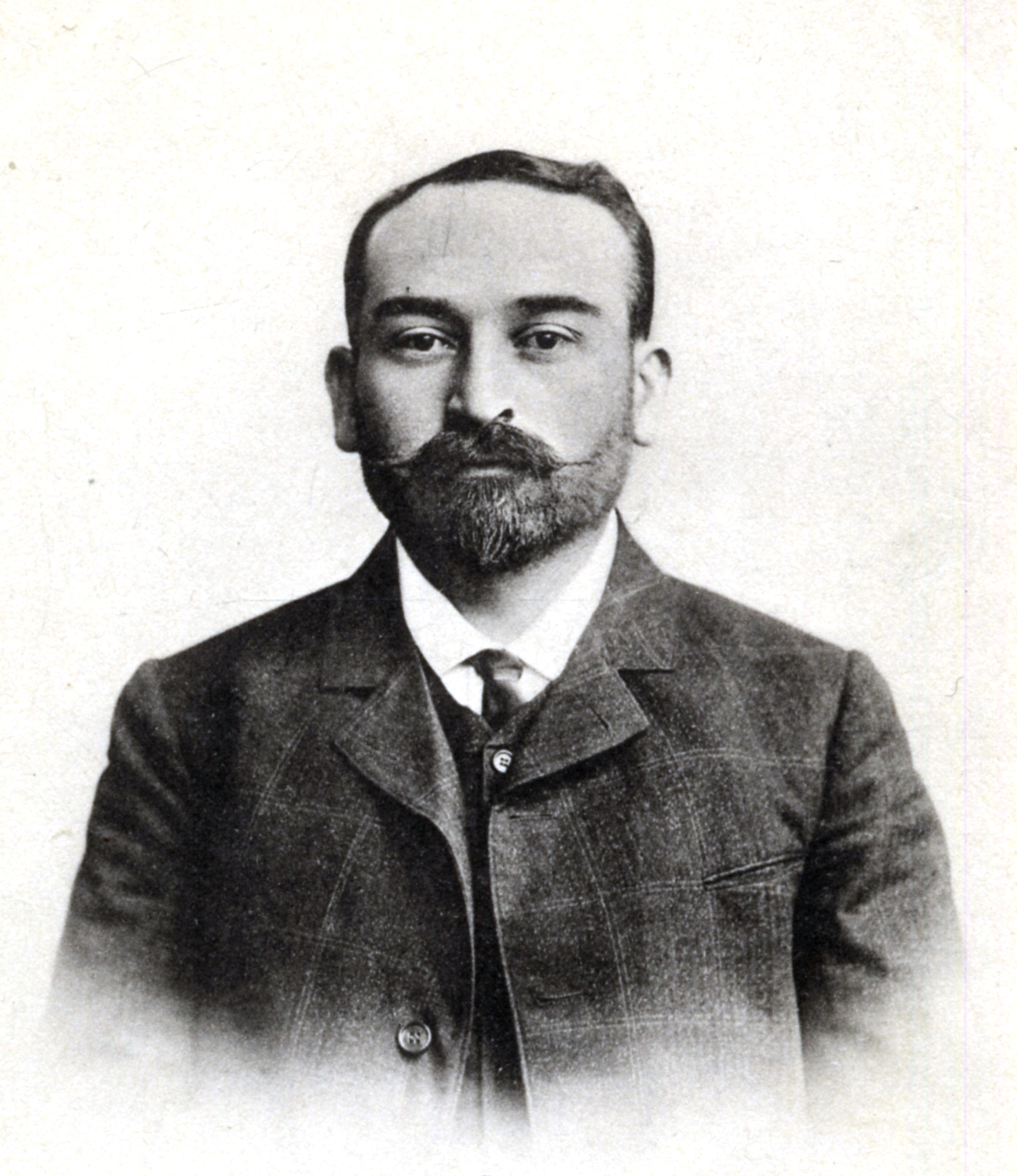
Ioseb Baratachvili (1874-1937)
- Samson Dadiani[11] (1886-1937)
- Joseph Davrichachvili (1882-1975)
- Andria Dékanozichvili (1867-1955)
- Guiorgui Dékanozichvili (1868-1910)
- Artchil Djadjanachvili[12] (1885-1937)
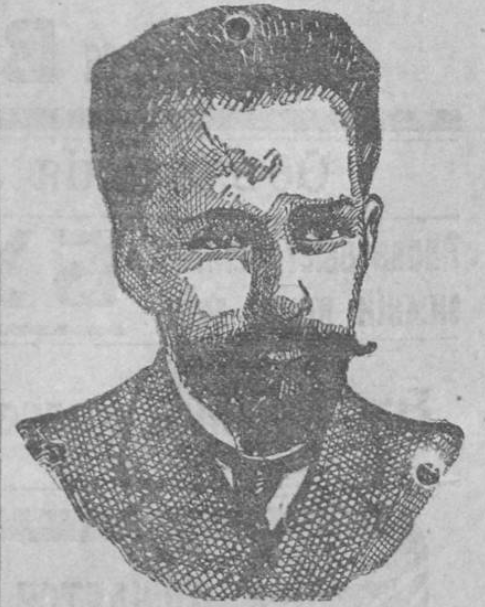
Artchil Djordjadzé (1872-1913)

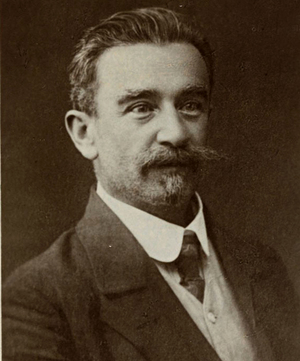
Ioseb Guédévanichvili (1872-1939)
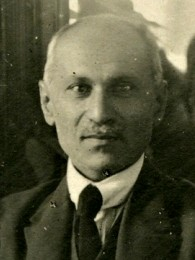
Grigol Rtskhiladzé (1876-1934)

- Théodoré Glonti (1888-1937)
- S. Kauktchichvili
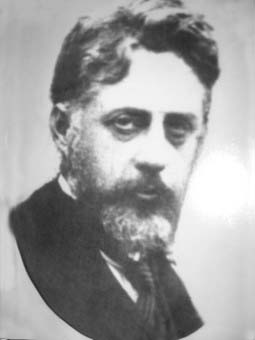
Guiorgui Laskhichvili (1866-1931)
- Simon Mdivani (1876-1937)
- Ch. Mikéladzé
- Chalva Noutsoubidzé (1888-1969)
- Dimitri Ouznadzé (1887-1950)
- A. Paghava
- Samson Pirtskhalava (1872-1952)
- Grigol Rtskhiladzé (1876-1934)
- Tedo Sokhia
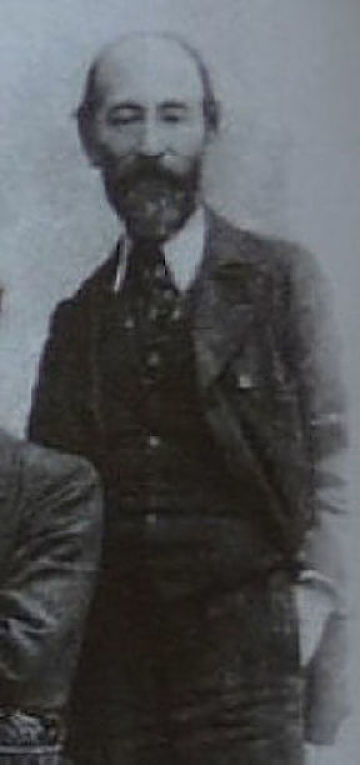
Varlam Tcherkézichvili (1848-1925)
- A. Torotadzé
- A. Tsérétéli
- Guiorgui Zdanovich-Maiachvili[15] (1854-1917)